# Beiqijia
Beiqijia (kinesiska: 北七家, 北七家镇) är en köping i Kina. Den ligger i stadsdistriket Changping i Pekings storstadsområde, i den norra delen av landet, omkring 22 kilometer norr om stadskärnan. Antalet invånare är 263 323. Befolkningen består av 110 928 kvinnor och 152 395 män. Barn under 15 år utgör 5,0 %, vuxna 15-64 år 91 %, och äldre över 65 år 3,0 %.